# Feiertage in Tuvalu
Dies ist eine Übersicht über die landesweiten Feiertage in Tuvalu. Diese sind durch den „Public Holidays Act“ aus dem Jahr 2008 geregelt.

## Feste Feiertage
| Datum        | Bezeichnung               |
| ------------ | ------------------------- |
| 1. Januar    | Neujahrstag New Years Day |
| 1. Oktober   | Tuvalu-Tag Tuvalu Day     |
| 2. Oktober   | Tuvalu-Tag Tuvalu Day     |
| 25. Dezember | Weihnachten Christmas Day |
| 26. Dezember | Familientag Boxing Day    |

## Bewegliche Feiertage
| Bezeichnung | Beschreibung          |
| --- | --------------------- |
| Karfreitag Good Friday | Christlicher Feiertag |
| Ostermontag Easter Monday | Christlicher Feiertag |
| Tag des Commonwealth Commonwealth Day                                                                                             | Gesetzlicher Feiertag |
| Gospel-Tag Te Aso o te Tala Lei                                                                                                   | Kirchlicher Feiertag  |
| Geburtstag der Königin bzw. des Königs. The day appointed for the celebration of the Anniversary of the Birthday of the Sovereign | Gesetzlicher Feiertag |
| Nationaler Kindertag National Children's Day                                                                                      | Gesetzlicher Feiertag |